# يوليا ريتر
يوليا ريتر (بالألمانية: Julia Ritter)‏ هي منافسة ألعاب القوى ألمانية، ولدت في 13 مايو 1998 في لونن في ألمانيا.

## وصلات خارجية
- يوليا ريتر على موقع الاتحاد الدولي لألعاب القوى (الإنجليزية)
- يوليا ريتر على موقع الاتحاد الألماني لألعاب القوى (الألمانية)